# 黒木香
黒木 香（くろき かおる、1965年1月21日 - ）は、日本の元AV女優。その個性からテレビ番組に多数出演した。
ジェンダーについて研究している村瀬ひろみは、自身の論文において、彼女について男女ともに人気があったことと、女性に関してはフェミニストで研究者の上野千鶴子は古典近代的と指摘された彼女に対する女性人気について、性的自己形成の根底で価値観を変えられない女性から共感を呼ぶ存在だったことを推測している。

## 経歴
神奈川県横浜市出身。女子学院中学校・高等学校卒業後、横浜国立大学に入学し 教育学部美術学科でイタリア美術を専攻。在籍中の1986年にイタリア留学の費用を工面するため、自らアダルトビデオ (AV) に出演。『SMぽいの好き』（クリスタル映像）でデビューした。当時のAVは男性(男優)が女性(女優)をリードする内容が殆どだったが、同作は黒木が監督・男優の村西を挑発するという斬新な演出がとられた。これが異例の大ヒットを記録し、一般にもその名を知られる。当時は女子大学生のAV出演は世間で知られておらず、特に大学名を公開した現役の国立大学の学生の出演は異例であった。
ゴールデンタイムのテレビ番組にも多数出演した。「良家の令嬢」でありながら卑猥な言葉を連呼し、16歳以降剃毛していないと自ら語るわき毛を大胆に露出して人気となった。活動はAVに留まらず、テレビドラマやバラエティ番組、また討論番組のテレビ朝日『朝まで生テレビ!』にもパネリストとして出演したこともある。元来セクシー路線の女性タレントは女性層から嫌われることが多かったが、黒木のキャラクターは男性ファンのみならず、女性たちからも支持された。
一人称は「わたくし」で、「わたくし思いますに……でございます」と丁寧な言葉遣い で、早口で積極的な話し方であったが、内容は言葉の端々に性交に関することを織り交ぜた。一躍有名になり多忙が続くなどして通学が困難になり長期欠席状態が続き、横浜国立大学を除籍 となる。
村西とおるとは恋愛関係にあった。村西が実質的な経営者だったダイヤモンド映像の系列会社・ビックマンの取締役にもなり、村西が渋谷に出店した高級焼肉店「香貴苑」(後に閉店)のママにもなったが、村西とも別れたあと業界を引退。
1994年、宿泊していたホテルの2階ベランダから転落した。酒に酔っての事故だったが、週刊誌には自殺未遂だと書き立てられた。

## プライバシー・肖像権侵害の民事訴訟
2004年4月、引退後の雑誌での消息記事や出演アダルトビデオ作品の再版がプライバシーおよび肖像権の侵害に当たるとして、出版社の講談社・光文社・小学館・徳間書店・双葉社、およびDVD販売会社のオブテイン・フューチャー社 に対して損害賠償などを求める民事訴訟を起こした。
このうち徳間書店（一審判決時点の社名は「芝ホールディングス」、『アサヒ芸能』の発行元）に対しては2006年5月に一審で勝訴したことが報じられている。
また、小学館（『女性セブン』および『週刊ポスト』の発行元）に対しては、2007年4月に一審で勝訴、2007年11月に二審でも勝訴し、損害賠償額の増額を求める黒木側の上告が2008年1月に棄却されて二審判決が確定したこと が報じられている。

## 作品

### アダルトビデオ
- SMぽいの好き （1986年10月2日、クリスタル映像）[19]
- 愛虐の宴 （1986年11月13日、クリスタル映像）
- SM麗奴 （1986年12月15日、スタジオ418） - 「黒木薫」として出演

主演作品は上記3作のみ。他助演、部分出演作品多数

### カセット
- マドンナメイトカセット　黒木香 変態少女かな日記（1987年9月1日、二見書房）

## 出演

### テレビドラマ
- 必殺スペシャル・新春 決定版!大奥、春日野局の秘密 主水、露天風呂で初仕事（ABCテレビ） - おえい役
- 必殺スペシャル・春一番 仕事人、京都へ行く 闇討人の謎の首領!（ABCテレビ） - お香役
- ドラマ23「ピンク色のメイドさん」（1989年、TBS）

### 映画
- TOKYO-POP（1988年）

### バラエティ
- 新春かくし芸大会（フジテレビ）
- オールナイトフジ（フジテレビ）
- おとなのえほん（サンテレビ）
- 鶴瓶上岡パペポTV（よみうりテレビ、1987年6月2日放送）
- ダウンタウンのガキの使いやあらへんで!!（日本テレビ）

### 声優
- 金曜ロードショー／エーゲ海に捧ぐ（1988年7月8日、日本テレビ） - チチョリーナ役

## 著書

### 単著
- 『フルーツ白書』ワニブックス、1987年9月15日。ISBN 978-4847010477。
- 『自堕落にもほどがある』ネスコ、1987年10月。ISBN 978-4890367207。
- 『女と男の間には―黒木香対談集』飛鳥新社、1987年12月。ISBN 978-4870310421。
- 『爆笑対談集 パブロフの犬のよだれ―欲望の条件反射』ライトプレス出版社、1988年1月。ISBN 978-4947633026。

### 共著
- 伊藤比呂美『性の構造 : うれしい変態 たのしい淫乱』作品社、1987年6月25日。ISBN 978-4878931338。

## ミニアルバム
- 小娘日和（1987年12月16日、テイチク）[20]

## 黒木香を演じた人物
- 森田望智  - ドラマ『全裸監督』